# Älvdalen
Älvdalen – miejscowość (tätort) w Szwecji, w regionie administracyjnym (län) Dalarna, w gminie Älvdalen.
Według danych Szwedzkiego Urzędu Statystycznego liczba ludności wyniosła: 1863 (31 grudnia 2015), 1941 (31 grudnia 2018) i 1921 (31 grudnia 2019).